# Europaverband der Selbständigen Deutschland
Der Europaverband der Selbständigen – Deutschland (ESD) e. V. ist ein eingetragener Verein mit Sitz in Berlin und in Saarbrücken.
Der ESD vertritt die Interessen von circa 9.000 Einzelmitgliedern und darüber hinaus rund 83 angeschlossene Verbände. Die Mitglieder sind Selbständige, Angehörige der freien Berufe, kleine und mittlere Unternehmen, Gewerbe-, Branchen- und Wirtschaftsverbände sowie Innungen. Der ESD bündelt deren Interessen und vertritt sie parteiunabhängig gegenüber der Politik auf Landes- und Bundesebene sowie gegenüber der Öffentlichkeit und den Medien.

## Historie
Am 23. Juni 1962 rief Karl Kunrath den „Gewerbeverband des Saarlandes – GVS e. V.“ ins Leben. Aufgrund der, nach Auffassung der lokalen Selbständigen, unzureichenden Lobby für Selbständige in der Politik, initiierte Kunrath zunächst eine lokale Arbeitsgemeinschaft der Selbständigen und knüpfte Kontakte zwischen Mittelständlern, Vereinen und Verbänden im Saarland. Aus der Zusammenarbeit dieser Interessengemeinschaften entwickelte sich die Idee, die gemeinsamen Interessen und Ziele zu bündeln, zu organisieren und unter einem Dachverband durchzusetzen. Infolgedessen gründete Karl Kunrath schließlich den „Gewerbeverband des Saarlandes – GVS e. V.“ und übernahm die Position des Vorsitzenden des Verbandes.
Kunrath pflegte Kontakte zu Selbstverständigenverbänden in Frankreich, Luxemburg und Belgien. 1972 initiierte er die Gründung des „Europaverbandes der Selbständigen – CEDI“ (Conféderation Européenne Des Indépendants) in Luxemburg.
Als dem CEDI angeschlossene Vertretung der Selbständigen in der Bundesrepublik wurde im Jahre 1973 der „Europaverband der Selbständigen – CEDI, Bundesverband Deutschland – BVD e. V.“ gegründet, dem Karl Kunrath von 1974 bis 2000 als Präsident vorstand.
Im Jahr 2009 beschloss das Präsidium des „Europaverbandes der Selbständigen – CEDI, Bundesverband Deutschland – BVD e. V.“, unter der Leitung des Präsidenten Kuni Ludwig Both, im Rahmen der Reformierung und Restrukturierung des Verbandes, diesen in Europaverband der Selbständigen – Deutschland e. V. umzubenennen. Die Mitgliederversammlung verabschiedete die entsprechend geänderte Satzung im Jahr 2010.

## Ziele und Positionen
Der Verband setzt sich für eine Verbesserung der wirtschaftlichen und rechtlichen Rahmenbedingungen für KMUs ein, insbesondere im Hinblick auf Steuer- und Abgabenlasten, Bürokratieabbau sowie den Zugang zu Fördermitteln. Zudem fordert der ESD eine stärkere Berücksichtigung der Interessen von Kleinstunternehmen in politischen Entscheidungsprozessen, insbesondere auf europäischer Ebene.

## Organisation
Der Vorstand des ESD setzt sich aus dem geschäftsführenden Präsidium bestehend aus dem Präsidenten, vier Vizepräsidenten sowie dem Schatzmeister und einem aus bis zu zehn Mitgliedern bestehenden erweiterten Präsidium mit Beratungs- und Kontrollfunktion zusammen. Diese Vorstände werden satzungsgemäß alle drei Jahre durch die Mitgliederversammlung gewählt.
Dem Vorstand stehen etliche Arbeitsgruppen, Beiräte, Ausschüsse und Kommissionen, wie zum Beispiel der „Parlamentarische Beirat des ESD“ beratend zur Seite. Des Weiteren wird der Vorstand durch von ihm berufene Berater, so genannte Sprecher, bei seiner politischen Arbeit unterstützt.
Historisch betrachtet ging der ESD aus dem Gewerbeverband des Saarlandes – GVS e. V. hervor. Aus diesem Grund besteht der GVS bis heute als einziger Landesverband des ansonsten zentralistisch organisierten ESD. Regional werden die Mitglieder des ESD durch so genannte Beauftragte und Repräsentanten betreut.

## GewerbeReport
Der "GewerbeReport" war ein auf die Zielgruppe der Selbständigen und Gewerbetreibenden in kleinen und mittleren Unternehmen in Deutschland zugeschnittenes Magazin. Es erschien von 1965 bis 1973 im Verlag des Gewerbeverbandes des Saarlandes und von 1973 bis 2015 vierteljährlich im Verlag des Europaverbandes der Selbständigen – Deutschland e. V. in einer IVW geprüften Auflage von 17.500 Exemplaren.